# Кубок Ліхтенштейну з футболу 1978—1979
Кубок Ліхтенштейну з футболу 1978—1979 — 34-й розіграш кубкового футбольного турніру в Ліхтенштейні. Титул здобув Бальцерс.

## Перший раунд
| Команда 1 | Рахунок         | Команда 2  |
| --------- | --------------- | ---------- |
| Трізен    | 3–3 дч пен. 3–4 | Трізенберг |
| Бальцерс  | 5–3             | Шан        |
| Руггелль  | 1–4             | Вадуц      |

Вільний від першого раунду Ешен-Маурен.

## 1/2 фіналу
| Команда 1   | Рахунок | Команда 2 |
| ----------- | ------- | --------- |
| Трізенберг  | 2–5     | Бальцерс  |
| Ешен-Маурен | 3–1     | Вадуц     |

## Фінал
| 1 травня 1979 |

| Бальцерс | 3–1 | Ешен-Маурен |
| -------- | --- | ----------- |
|          |     |             |

| Шан |